# Temporada 1993-94 de los New Jersey Nets
La temporada 1993-94 fue la decimoctava de los New Jersey Nets en la NBA, tras la fusión de la liga con la ABA, donde había jugado nueve temporadas, y la decimosexta en su ubicación en Nueva Jersey. La temporada regular acabó con 45 victorias y 37 derrotas, ocupando el séptimo puesto de la conferencia Este, clasificándose para los playoffs, en los que perdieron en primera ronda ante New York Knicks.

## Elecciones en elDraft
| Ronda | Puesto | Jugador     | Posición  | Nacionalidad   | Universidad    |
| ----- | ------ | ----------- | --------- | -------------- | -------------- |
| 1     | 16     | Rex Walters | Escolta   | Estados Unidos | Kansas         |
| 2     | 36     | John Best   | Ala-Pívot | Estados Unidos | Tennessee Tech |

## Temporada regular
| División Atlántico | División Atlántico | División Atlántico | División Atlántico | División Atlántico | División Atlántico | División Atlántico | División Atlántico | División Atlántico |
| Equipo             | G                  | P                  | %                  | PD                 | Casa               | Fuera              | Div                |                    |
| ------------------ | ------------------ | ------------------ | ------------------ | ------------------ | ------------------ | ------------------ | ------------------ | ------------------ |
| y-New York Knicks  | 57                 | 25                 | .695               | —                  | 32–9               | 25–16              | 18–10              |                    |
| x-Orlando Magic    | 50                 | 32                 | .610               | 7                  | 31–10              | 19–22              | 20–8               |                    |
| x-New Jersey Nets  | 45                 | 37                 | .549               | 12                 | 29–12              | 16–25              | 17–11              |                    |
| x-Miami Heat       | 42                 | 40                 | .512               | 15                 | 22–19              | 20–21              | 16–12              |                    |
| Boston Celtics     | 32                 | 50                 | .390               | 25                 | 18–23              | 14–27              | 12–16              |                    |
| Philadelphia 76ers | 25                 | 57                 | .305               | 32                 | 15–26              | 10–31              | 7–21               |                    |
| Washington Bullets | 24                 | 58                 | .293               | 33                 | 17–24              | 7–34               | 8–20               |                    |

## Playoffs

### Primera ronda
New York Knicks  vs. New Jersey Nets
| Fecha       | Partido                                 | Ciudad          |
| ----------- | --------------------------------------- | --------------- |
| 29 de abril | New York Knicks 91, New Jersey Nets 80  | Nueva York      |
| 1 de mayo   | New York Knicks 90, New Jersey Nets 81  | Nueva York      |
| 4 de mayo   | New Jersey Nets 93, New York Knicks 92  | East Rutherford |
| 6 de mayo   | New Jersey Nets 92, New York Knicks 102 | East Rutherford |
|             | New York Knicks gana las series 3-1     |                 |

## Estadísticas

### Temporada regular
| Rk | Jugador           | Edad | P  | PT | MP   | TC  | TCI  | %TC  | T3  | T3I | %T3  | TL  | TLI | %TL  | RO  | RD  | RT   | AS  | RB  | TAP | BP  | FP  | PTS  |
| -- | ----------------- | ---- | -- | -- | ---- | --- | ---- | ---- | --- | --- | ---- | --- | --- | ---- | --- | --- | ---- | --- | --- | --- | --- | --- | ---- |
| 1  | Kenny Anderson    | 23   | 82 | 82 | 38.2 | 7.0 | 16.8 | .417 | 0.5 | 1.6 | .303 | 4.2 | 5.2 | .818 | 1.1 | 2.8 | 3.9  | 9.6 | 1.9 | 0.2 | 3.2 | 2.5 | 18.8 |
| 2  | Derrick Coleman   | 26   | 77 | 77 | 36.1 | 7.0 | 15.7 | .447 | 0.5 | 1.6 | .314 | 5.7 | 7.4 | .774 | 3.4 | 7.9 | 11.3 | 3.4 | 0.9 | 1.8 | 2.7 | 2.7 | 20.2 |
| 3  | Kevin Edwards     | 28   | 82 | 82 | 33.3 | 5.7 | 12.5 | .458 | 0.4 | 1.2 | .354 | 2.0 | 2.6 | .770 | 1.1 | 2.3 | 3.4  | 2.8 | 1.5 | 0.4 | 1.6 | 1.8 | 14.0 |
| 4  | Chris Morris      | 28   | 50 | 27 | 27.0 | 4.1 | 9.1  | .447 | 1.1 | 2.9 | .361 | 1.7 | 2.4 | .720 | 1.8 | 2.7 | 4.6  | 1.7 | 1.1 | 1.0 | 1.0 | 2.4 | 10.9 |
| 5  | P.J. Brown        | 24   | 79 | 54 | 24.7 | 2.1 | 5.1  | .415 | 0.0 | 0.1 | .167 | 1.5 | 1.9 | .757 | 2.4 | 3.9 | 6.2  | 1.2 | 0.9 | 1.2 | 0.9 | 2.2 | 5.7  |
| 6  | Armen Gilliam     | 29   | 82 | 5  | 24.0 | 4.2 | 8.3  | .510 | 0.0 | 0.0 | .000 | 3.3 | 4.4 | .759 | 2.4 | 3.7 | 6.1  | 0.8 | 0.5 | 0.7 | 1.3 | 1.6 | 11.8 |
| 7  | Benoit Benjamin   | 29   | 77 | 74 | 23.6 | 3.7 | 7.6  | .480 | 0.0 | 0.0 |      | 2.0 | 2.8 | .710 | 1.8 | 4.7 | 6.5  | 0.6 | 0.5 | 1.2 | 1.3 | 2.6 | 9.3  |
| 8  | Johnny Newman     | 30   | 63 | 0  | 20.1 | 3.5 | 7.8  | .453 | 0.3 | 1.2 | .270 | 2.1 | 2.6 | .807 | 1.0 | 0.9 | 1.9  | 0.7 | 0.8 | 0.3 | 1.0 | 2.4 | 9.5  |
| 9  | Rumeal Robinson   | 27   | 17 | 0  | 17.7 | 2.5 | 7.0  | .353 | 0.4 | 0.9 | .467 | 0.6 | 1.2 | .500 | 0.2 | 1.2 | 1.4  | 2.6 | 0.9 | 0.2 | 1.5 | 1.9 | 5.9  |
| 10 | Ron Anderson      | 35   | 11 | 2  | 16.0 | 1.4 | 3.9  | .349 | 0.4 | 1.1 | .333 | 0.9 | 1.1 | .833 | 0.7 | 1.6 | 2.4  | 0.5 | 0.5 | 0.2 | 0.1 | 0.8 | 4.0  |
| 11 | Jayson Williams   | 25   | 70 | 0  | 12.5 | 1.8 | 4.2  | .427 | 0.0 | 0.0 |      | 1.0 | 1.7 | .605 | 1.6 | 2.2 | 3.8  | 0.4 | 0.2 | 0.5 | 0.5 | 2.0 | 4.6  |
| 12 | Dwayne Schintzius | 25   | 30 | 7  | 10.6 | 1.0 | 2.8  | .345 | 0.0 | 0.0 |      | 0.3 | 0.6 | .588 | 0.9 | 2.1 | 3.0  | 0.4 | 0.2 | 0.6 | 0.4 | 1.6 | 2.3  |
| 13 | David Wesley      | 23   | 60 | 0  | 9.0  | 1.1 | 2.9  | .368 | 0.2 | 0.8 | .234 | 0.7 | 0.9 | .830 | 0.2 | 0.6 | 0.7  | 2.1 | 0.6 | 0.1 | 0.9 | 0.8 | 3.1  |
| 14 | Rick Mahorn       | 35   | 28 | 0  | 8.1  | 0.8 | 1.7  | .489 | 0.0 | 0.0 | .000 | 0.5 | 0.7 | .650 | 0.6 | 1.4 | 1.9  | 0.2 | 0.1 | 0.2 | 0.3 | 1.4 | 2.1  |
| 15 | Rex Walters       | 23   | 48 | 0  | 8.0  | 1.3 | 2.4  | .522 | 0.3 | 0.6 | .500 | 0.6 | 0.7 | .824 | 0.1 | 0.7 | 0.8  | 1.5 | 0.3 | 0.1 | 0.6 | 0.9 | 3.4  |
| 16 | Dave Jamerson     | 26   | 4  | 0  | 2.5  | 0.0 | 1.3  | .000 | 0.0 | 0.0 |      | 0.3 | 0.5 | .500 | 0.0 | 0.8 | 0.8  | 0.3 | 0.0 | 0.0 | 0.3 | 0.0 | 0.3  |

### Playoffs
| Rk | Jugador         | Edad | P | PT | MP   | TC  | TCI  | %TC   | T3  | T3I | %T3  | TL  | TLI  | %TL   | RO  | RD  | RT   | AS  | RB  | TAP | BP  | FP  | PTS  |
| -- | --------------- | ---- | - | -- | ---- | --- | ---- | ----- | --- | --- | ---- | --- | ---- | ----- | --- | --- | ---- | --- | --- | --- | --- | --- | ---- |
| 1  | Kenny Anderson  | 23   | 4 | 4  | 45.3 | 4.8 | 13.5 | .352  | 0.8 | 2.5 | .300 | 5.5 | 8.3  | .667  | 0.5 | 2.5 | 3.0  | 6.8 | 2.3 | 0.0 | 2.3 | 2.8 | 15.8 |
| 2  | Derrick Coleman | 26   | 4 | 4  | 43.3 | 6.8 | 17.0 | .397  | 1.3 | 2.3 | .556 | 9.8 | 12.5 | .780  | 4.8 | 9.5 | 14.3 | 2.5 | 0.5 | 1.3 | 4.5 | 3.0 | 24.5 |
| 3  | Kevin Edwards   | 28   | 4 | 4  | 37.0 | 4.5 | 12.5 | .360  | 0.0 | 0.5 | .000 | 3.3 | 3.5  | .929  | 2.0 | 2.0 | 4.0  | 2.3 | 1.3 | 0.3 | 2.3 | 2.3 | 12.3 |
| 4  | Armen Gilliam   | 29   | 4 | 0  | 28.0 | 3.8 | 8.5  | .441  | 0.0 | 0.3 | .000 | 3.0 | 4.0  | .750  | 0.3 | 6.0 | 6.3  | 0.3 | 0.5 | 1.8 | 0.8 | 1.8 | 10.5 |
| 5  | Benoit Benjamin | 29   | 4 | 4  | 27.0 | 1.8 | 4.3  | .412  | 0.0 | 0.0 |      | 1.8 | 2.0  | .875  | 1.3 | 4.0 | 5.3  | 0.3 | 0.5 | 2.0 | 1.3 | 4.0 | 5.3  |
| 6  | Chris Morris    | 28   | 4 | 3  | 24.5 | 3.0 | 10.8 | .279  | 0.8 | 5.0 | .150 | 2.5 | 2.5  | 1.000 | 2.8 | 2.8 | 5.5  | 1.8 | 1.3 | 1.3 | 1.5 | 3.5 | 9.3  |
| 7  | P.J. Brown      | 24   | 4 | 1  | 14.0 | 0.5 | 2.3  | .222  | 0.0 | 0.0 |      | 2.0 | 2.0  | 1.000 | 1.0 | 1.0 | 2.0  | 0.8 | 0.0 | 0.5 | 0.8 | 3.3 | 3.0  |
| 8  | Johnny Newman   | 30   | 4 | 0  | 13.5 | 0.8 | 3.3  | .231  | 0.3 | 1.0 | .250 | 1.3 | 1.8  | .714  | 0.5 | 0.8 | 1.3  | 0.5 | 0.5 | 0.5 | 0.8 | 2.8 | 3.0  |
| 9  | Jayson Williams | 25   | 2 | 0  | 8.5  | 0.0 | 1.5  | .000  | 0.0 | 0.0 |      | 0.5 | 1.0  | .500  | 1.5 | 0.0 | 1.5  | 0.0 | 0.0 | 0.0 | 1.0 | 2.5 | 0.5  |
| 10 | Rick Mahorn     | 35   | 3 | 0  | 6.3  | 0.0 | 0.3  | .000  | 0.0 | 0.0 |      | 0.0 | 0.0  |       | 0.3 | 1.0 | 1.3  | 0.0 | 0.0 | 0.3 | 0.3 | 2.3 | 0.0  |
| 11 | David Wesley    | 23   | 3 | 0  | 6.0  | 1.0 | 2.3  | .429  | 0.3 | 1.3 | .250 | 0.7 | 0.7  | 1.000 | 0.0 | 0.0 | 0.0  | 1.0 | 0.7 | 0.0 | 1.3 | 0.0 | 3.0  |
| 12 | Rex Walters     | 23   | 1 | 0  | 1.0  | 1.0 | 1.0  | 1.000 | 0.0 | 0.0 |      | 0.0 | 0.0  |       | 0.0 | 0.0 | 0.0  | 0.0 | 0.0 | 0.0 | 0.0 | 0.0 | 2.0  |

## Galardones y récords
| Jugador         | Galardón                               |
| Derrick Coleman | 3.er Mejor quinteto de la NBA All-Star |
| Kenny Anderson  | All-Star                               |